# تشاه رضائي (يونسي)
تشاه رضائي (بالفارسية: چاه رضائی) هي قرية تقع في إيران في قسم يونسي الريفي.